# ろう教育
ろう教育（英語: deaf education, education for the deaf，聾教育）とは、医学的に見て重度の聴覚障害を持つ子供を対象とする教育のことである。
理念型としては音声・書記言語を教育言語として主に用いる「口話法」と、視覚言語を教育言語として主に用いる「手話法」があるが、現在ではこれらの発展型である聴覚口話法や手話バイリンガル法、トータルコミュニケーションなどが多く用いられている。
日本の学校教育法上は、「聴覚障害教育」と称するが、この言葉には「心身に障害のある幼児、児童又は生徒の教育課程及び指導法」という意味を包括するため、本項で提示しているものに比べて、包括する概念は広義のものとなる。

## ろう教育の歴史

### 近世以前のヨーロッパにおけるろう教育
重度の聴覚障害児は人類の歴史のごく早い時期から存在していたと思われるが、そうした先史時代のろう教育については史料が存在していないため、知ることができない。またこれまで聾史学は主に欧米で発達してきたため、アジアやアフリカ、先史時代のアメリカ、オセアニアにおけるろう教育の歴史については、ほとんど研究が行われていない。
歴史上、最も古いろう教育に関する記録と思われるものは、8世紀初頭のイングランド、ヨークの主教だったベヴァリーの聖ジョン（Saint John of Beverley）についての記述で、ベヴァリーの聖ジョンは一人の聴覚障害児に言葉を教えたとの伝説が残っている。
次にヨーロッパの記録に登場するのは15世紀の哲学者ルドルフ・アグリコラである。アグリコラはハイデルベルク大学の教員だったが、やはり聴覚障害者に言葉を教えたとされ、『発見の弁証法（De Inventione Dialectica, 1538）』と題された著書において、自らのろう教育について記している。
なお、この時期のヨーロッパでは、ようやくではあるが聴覚障害は知的能力に本質的に関わる器質障害と見なされなくなっており、16世紀イタリアの哲学者ジロラモ・カルダーノは、この考え方を著書『聖書年代記（Paralipomenon）』の中で展開した。またこの頃までに、ヨーロッパに生まれた聴覚障害児の一部は、家庭教師によるろう教育を受けるようになっていた。なお、この時期のヨーロッパのろう教育の具体的な内容は、史料が存在しないためわからない状況である。ただ、現在のスペインや南フランス、イタリアなどの地域の修道院では13世紀頃から各種の指文字が使用されていたことがわかっており、それらを用いてろう教育を行ったのではないかと考えられている。また16世紀のスペイン、レオン地方に住んだベネディクト会の修道士ペドロ・ポンセ・デ・レオンが1570年頃、4人の聴覚障害児（いずれも貴族の子弟）に墨字と指文字でろう教育を行ったことも知られている。
歴史上最古のろう教育に関する指導書は1620年、スペインのフアン・パブロ・ボネットによって書かれたものであるが、その中には16世紀のマドリードに住むフランシスコ会の修道士だったフレイ・メルヒオール・デ・イェブラが考案した指文字についての記述が含まれている。ボネットはフェリペ3世の宮廷に仕えた人物だったが、ペドロ・ポンセ・デ・レオンと同じく墨字と指文字によるろう教育を行った。またこの時期のスペインでは、エマヌエル・ラミレス・デ・カリオンも著名なろう教育家として知られている。スペインが近世ヨーロッパのろう教育の中心地になった理由としては、限られた血族の中で近親婚を繰り返したために、先天性の障害児が生まれやすくなっていたこと、スペインがヨーロッパの中でも最も富み栄えていた国だったことが挙げられる。
読話（俗に言う読唇術）がろう教育に取り入れられたのは17世紀のドイツにおいてである。スペイン領ネーデルラント出身の化学者フランシス・メルキュリウス・ファン・ヘルモントは、著書の中でヘブライ語を用いた読話の有効性を主張し、実際に一人の聴覚障害者にそれを試みて成功したと書き記している。口話をろう教育に取り入れたのは、スイス生まれでオランダで活動した医師、ヨハン・コンラッド・アンマン(1669-1724)である。アンマンは2冊の著書で口話法について詳しく論じ、後世の口話法に多大な影響を与えた。
手話法について最初にまとまった議論を展開したのは、イングランドの医師ジョン・バルワー(1614-84）である。バルワーは読話や書記言語の習得を重視しつつも、手話を用いたろう教育についても著書の中で解説している。
18世紀後半になると、ヨーロッパではスペイン系のろう教育（指文字を利用し、書記言語の獲得を重視する。書記法とも呼ばれる）と、アンマンが創始しイングランドやフランスに広がった口話法(読話と口話を重視する）とが併存するようになっていた。ただ、ろう教育家たちは自分の教育法の細部を公開したがらなかったので、全体で体系的な理論が生み出されることはなかった。

### ろう学校の出現
18世紀後半、イングランド、フランス、ドイツで相前後してろう学校が設立され、ろう教育は個人教授の時代から学校教育の時代に入る。
スコットランドのエジンバラ生まれのろう教育家、トマス・ブレイドウッドは1766年、エジンバラ市内に私設のろう学校を設立。1783年にこのろう学校はロンドンに移転した。またフランスの哲学者・神学者シャルル・ミシェル・ド＝レペは1760年頃、パリでろう学校を設立した。1778年にはライプツィヒでザムエル・ハイニッケがろう学校を設立した。
ブレイドウッドはジョン・ウォリスによる書記言語と指文字を使った教育法を基礎としていた、ド＝レペはボネットによるスペイン系の教育法から出発し、独自の手話を考案してろう教育を行った為、一般的に手話法の元祖であると見なされる。一方、ハイニッケは指文字や手話、ジェスチャーを厳密に排除した口話法を採用していた。なおド＝レペとハイニッケは文通によってろう教育についての情報交換を行っていたが、彼らが用いた言語はラテン語である。ハイニッケはド＝レペに自らのろう学校を視察に来るようにも勧めたが、これは実現しなかった。
ド＝レペの設立したろう学校は、その後オーギュスト・ベビアンらによって手話法を更に進化させていった。ベビアンは手話法に加えて書記言語の必要性を指摘し、一方で口話や読話は重視しなかった。こうしたことから、ベビアンはバイリンガルろう教育の元祖と見なされることもある。
ド＝レペの手話法は19世に入るとトーマス・ホプキンス・ギャローデットによってアメリカ合衆国にも普及した。また19世紀ヨーロッパではド＝レペの手話法が広く受容され、ハイニッケの口話法は衰退していった。アメリカに最初のろう学校（アメリカンろう学校）が創立されたのは1817年である。

### 口話法の復活
19世紀はド＝レペの流れを汲むフランス式の手話法が優勢だったが、プロイセンの国力が伸張するとともに、ハイニッケの流れを汲む口話法が再注目されるようになった。
1878年、第1回のろう教育者会議が開催され、欧米のろう教育実践家たちが集まって、ろう教育の方法についての討論を行った。1880年にミラノで開催された第2回ろう教育者会議では口話法派と手話法派による激しい議論が行われたが、最終的には口話法が優れているとする決議が圧倒的多数で採択され、口話法の全盛期が始まった。

### 聴覚口話法
20世紀に入ると補聴器などの科学技術が発達し、ろう教育には新たに聴覚活用の概念が加わった。これを取り入れたのが聴覚口話法で、日本では1970年代に研究と実践が開始された。聴覚口話法は、重度聴覚障害児の一部には非常に有効な教育法であり、21世紀の現在に至るまで研究と改良が続けられている。矢沢国光によると、聴力損失が90デシベル以下であれば、ほぼ確実に音声言語を獲得出来るとされる。また矢沢は、聴力損失110デシベルであっても成功例が無いわけではないとも指摘している。

### トータル・コミュニケーションの登場
1880年以来、欧米そして日本のろう教育は長い間口話法、聴覚口話法を主に採用していたが、1960年代に入り、口話法一辺倒の手法への疑問が、ろう教育家からも呈されるようになった。そこで1967年に考案されたのが「トータル・コミュニケーション」の概念である。トータル・コミュニケーションはコミュニケーション手段を限定せず、可能な全ての手段を利用してろう教育を行うというものである。

### バイリンガルろう教育
しかし、トータル・コミュニケーションによっても聴覚障害児が獲得出来る教科学力は、健聴児と比較すると思わしいものではなかった。そこで次に登場したのがバイリンガルろう教育である。これは手話が自然言語であるという言語学上の発見がきっかけとなったもので、ろう者の第一言語は手話であるとの前提のもとに、手話と書記言語を用いた教科学習を行うものである。バイリンガルろう教育を最も積極的に推進したのはスウェーデンやデンマークなどの北欧の国々である。またアメリカでも公民権運動の流れを汲むデフ・パワー運動が盛り上がり、バイリンガルろう教育の必要性を訴える声が高まった（ただしアメリカでは現在でもバイリンガルろう教育は絶対的な主流とはなっていない）。
日本では1990年代にフリースクールという形でバイリンガルろう教育の実践が開始された。主なものとして「龍の子学園」「スマイルフリースクール」などがある。これらは口話教育に不満を持った聾の成人による、手話での教育を行うフリースクールである。その後、バイリンガルろう教育は公立のろう学校にも方法論として取り入れられた（神奈川県立平塚ろう学校など）。またバイリンガルろう教育の中でも特にアメリカの影響を強く受けた「バイリンガル・バイカルチュラルろう教育」を標榜するフリースクール「龍の子学園」は、2008年に私立のろう学校「明晴学園」を設立し、正規の学校教育として幼稚部と小学部において「バイリンガル・バイカルチュラルろう教育」を開始した。

### 人工内耳の登場と普及
20世紀の終わり頃から、先進国では人工内耳が普及しはじめた。これに伴い、幼児期に人工内耳を装用した聴覚障害児の教育法が議論されるようになった。人工内耳が登場した時期を中心として、多くの国において、ろう者は障害者ではなく言語的少数者であると主張するグループから人工内耳装用は一種の民族浄化（少数民族としてのろう者の抹殺）であるとの激烈な攻撃が行われたが、バイリンガルろう教育を推進していた北欧においても、人工内耳装用児の激増（スウェーデンやデンマークにおいても90%~ほぼ100%と言われる。）を受けて聴覚口話法が見直されるようになっている。

### 聴覚口話法の再評価
京都府立聾学校のろう者教員である脇中は、自身の博士論文においてBICS(Basic Interpersonal Communicative Skills:基礎的な対人コミュニケーション技術）とCALP(Cognitive/Academic Language Proficiency:認知的/学術的言語についての熟練度）の二つの概念をもとに、聴覚障害教育における手話の使用はBICSの充実には効果的であっても、それだけでは日本語のCALP獲得には不十分であると主張した。そして脇中は、いわゆる「9歳の壁（聴覚障害児のかなりの数が小学校4年生以上の学習内容の獲得に失敗する現象を指す言葉）」を越えるには日本語のCALPが準備されていなければならず、日本手話か対応手話かという議論を越えて、日本語のCALPを聴覚障害児に獲得させる為の最善の教育法を検討すべき時期に来ているとし、聴覚活用やキュードサイン、発声模倣、口形模倣など聴覚口話法の手法も日本語の音韻意識獲得のための手段として活用すべきであると指摘している。

## 現在のろう教育の課題
- ろう者教員の数の少なさ

ろう者の教員は数が非常に少ないが、ろう者教員の充実を求める意見も多い。聾者教員の教育法は、ほとんどの場合、手話をコミュニケーション手段とすることから、「口話法か手話法か」の論争とからめてろう者教員の充実が主張される面もある。近年はろう者教員を採用する自治体も増えている。
- インテグレーションによる生徒数の減少と統廃合

インテグレーション（統合教育）とは障害児が聾・盲・養護学校に通わないで、地域の普通学校に通うことを言う。最近では人工内耳の導入により多くの聴覚障害児が一般の学校で教育を受けることが可能になっている。聾学校の教育体制に違和感や不満を持った親が聾学校でなく統合教育を選択することもある。ただし、聾学校は数が限られていることから聾学校への通学が困難な地域もあり、普通学校で教育を受ける児童・生徒もいる。このような結果、聾学校の生徒数は激減している。さらに、元々聾学校は普通学校よりも多額の経費が掛かっており、自治体の財政悪化などの事情によって、聾学校を統廃合する動きが出てきている（東京都など）。統廃合によって聾学校に通う児童・生徒は長距離の通学を余儀なくされているケースもある。
- 教員の専門性確保の難しさ

多くの教育委員会では、建前上ろう学校の教職員を「ろう教育の専門家」としてではなく、通常の学校や盲学校、養護学校などの教職員と相互に置換可能な存在として扱っている。また、これまでは暗黙のうちにろう学校に配置され続けていた古参の教員に対しても、定期異動のルールを厳密に適用しはじめた教育委員会もある（東京都や広島県）。その結果、ろう教育、特に手話を活用した教育法の経験や知識が豊富な教職員がろう学校から次々に転出し、ろう教育の経験や知識を持たない教員の割合が増えて、手話による教育を強く求めるグループからは批判も出ている。
- 人工内耳の普及

世界的に見ると、人工内耳の普及により、重度聴覚障害児が早い時期から、聴覚活用を中心とした聴覚障害児教育を受けるという流れが無視できないものになりつつある。バイリンガルろう教育の先進国であるスウェーデンにおいても近年では重度聴覚障害児の人工内耳装用率は9割に達しており、人工内耳に対応した聴覚活用や聴覚口話法ろう教育へのニーズが無視できないものとなっている。
- 教育予算不足

世界の多くの国（アメリカ合衆国を含む）では、補聴器購入を望んでも家庭によっては費用面の問題でそれが不可能である為、結果として手話法を使わざるをえない状況が存在している。

## 各国のろう教育

### 日本のろう教育の歴史と現状

#### 私立学校の時代
日本の聾教育は、もともと民間の篤志家が自費で開校した聾唖学校や盲聾学校が始まりである。というのは、そもそも明治期においてはこうした障害者は教育すべき対象と考えられていなかった為、国や自治体からは放置されていたのである。その後、こうした篤志家たちによる私立学校関係者が熱心な運動を展開し、大正12年に「盲学校及び聾唖学校令」が発布されて、漸く日本の聾教育は法的根拠を得ることとなった。この法令は各道府県に盲学校、ろう学校の設置を義務づけるとともに、私立学校の公立転用も認めていた。その結果、多くの私立ろう学校が公立ろう学校へと転じた。またこの法令によって盲学校と聾学校の分離も促された。

#### 手話法と口話法の対立
黎明期の日本の聾教育は、前述のスペイン系のものとは系統が異なる、日本で独自に考案された手話法で、当時は「手まね」と呼ばれた。しかし大正期に入るとライシャワー夫妻がアメリカから口話法を輸入して日本聾話学校を開校。また川本宇之介（東京聾唖学校長）や橋村徳一（名古屋市立盲唖学校長）、西川吉之助（滋賀県立聾話学校長）らが口話法を推進。手話法の重要性を訴える高橋潔（大阪市立聾唖学校長）や佐藤在寛（函館盲唖院長）らとの間に激しい論争が巻き起こった。
しかし当時文部大臣だった鳩山一郎の訓示により、日本のろう学校の大半は1933年以降は口話教育を主とし（大阪市立聾学校などの例外もあった）、手話の使用を禁じることも多かった。昭和13年には荒木貞夫文部大臣により、口話法が適さない児童生徒にも口話法を強要することが無いよう配慮を求める訓示がなされたが、口話法への流れは変わらなかった。

#### トータルコミュニケーション
しかし1968年、栃木ろう学校で同時法（音声日本語と手話表現を同時に行うもの）による教育が開始され、高橋潔・大曽根源助の退官後の大阪市立聾学校を含め口話一辺倒だった日本のろう教育は変質を始める。これは前年にアメリカで提唱された「トータルコミュニケーション」の考え方を全面的に取り入れたものだった。栃木ろう学校の「トータルコミュニケーション」は、口話法の限界を最初に指摘したという点では大きな意義がある教育法だった。
しかしながらこの「トータルコミュニケーション」は同時法（音声言語に手話単語を付加したもので、文法は音声言語のものとなる）を用いていた為、ろう者コミュニティからの評判が極めて悪く、全国的な広がりは見せなかった。

#### 手話法の再評価
栃木校のトータルコミュニケーションは1978年、全国組織としての「トータルコミュニケーション研究会」、いわゆるTC研の発足へと繋がった。このTC研は1980年代半ばから、トータルコミュニケーションの研究を越えたろう教育の研究の場となり、1989年に「ろう教育の明日を考える連絡協議会」を開催して手話法の必要性を大々的に議論することとなった。これをきっかけとしてトータルコミュニケーション研究会は発展的に解消され、「ろう・難聴教育研究会」となった。
1993年には「聴覚障害児のコミュニケーション手段に関する調査研究協力者会議」が文部省の諮問機関として設置されたが、この報告書はろう学校における手話の使用を促すものであり、この報告書を契機として、日本の公立ろう学校における手話使用に対する暗黙裏の制限は、事実上撤回されたと考えられている。また2005年には参議院文教委員会における質疑応答において文部科学省初等中等教育局長が、日本手話を用いてろう教育を行うということについては法的に何の制約も存在していないとの答弁を行っている。
なお、矢沢国光は前述の聴覚口話法の発展が手話の再評価への障害を取り払ったことを指摘している。すなわち、聴覚口話法の登場以前には手話は音声・書記言語獲得の妨げになるとして厳しく制限されていたが、聴覚口話法によって音声・書記言語獲得への障壁が格段に低くなった結果、手話を容認する保護者が増えたとの主張である。

#### 「全国ろう児をもつ親の会」の活動
一方、ベン・バーハン、ハーラン・レイン、MJビエンヴニュらアメリカの急進的なろう運動の論客の影響を直接受けていた木村晴美や米内山昭宏らは、1993年にろう文化の振興を目的とした団体「Dプロ」を設立、この運動からスピンオフする形で1998年に「ろう教育を考える会」が設立され、1999年には「全国ろう児をもつ親の会」の支援を受けて、日本手話で教育を行うフリースクール「龍の子学園」を設立した。「龍の子学園」は2008年4月、幼稚部と小学部をもつ私立のろう学校「明晴学園」となった。

#### 現在
日本の公立ろう学校でも手話の再評価は急速に進み、2000年代には全国のろう学校の7割ほどが何らかの形で手話を導入するという状況になった。2008年に発表された論文では、授業時に手話を使う教師が半数以上というろう学校が幼稚部では86%、中学部で93%とされる。また全ての教師が手話を使用する日本のろう学校は、幼稚部で78%、中学部で72%と報告されている。
現在のところ日本のろう学校での手話を用いた教育は、日本手話ではなく日本語対応手話や同時法によるものである。これは、日本のろう学校では手話を第一言語とする児童生徒と書記・音声日本語を第一言語とする児童生徒を分離せずに教育を行っているからである。すなわち、日本手話のみ（あるいは日本手話話者に解りやすい種類の中間手話）を用いた場合には、口話を主に使用する児童生徒が理解出来ないし、口話・読話のみに依拠した情報伝達を行えば、手話を主に使用する児童生徒には情報伝達が出来ないのである。「全国ろう児をもつ親の会」などは、こうした状況を許容出来ないものとして非難している。また、このような状況に不満を持った聾の成人たちによる手話での教育を行うフリースクールも各地に増えてきている。

#### 今後に向けた議論
今後の日本のろう教育をどうするべきかという議論は現在もなお続いている。手話利用の拡大という方向性には多くの論者が賛同しているものの、人工内耳や聴覚口話法の評価・扱いについては立場が分かれている。2008年4月に幼稚部と小学部が開校した私立明晴学園は、日本手話による「バイリンガル・バイカルチュラルろう教育」を標榜し、聴覚口話法は完全に排除する立場である。ただし同学園は公式ウェブサイトにおいて、補聴器や人工内耳の使用に反対しているわけではないし、校内でそれを使用することを禁止もしていないことを明言している。また社会学や脳科学など、直接ろう教育を専門としないけれどもろう教育についての発言を活発に行っている研究者たちの中には、明晴学園の教育法を支持し、それ以外のろう学校の教育法に疑問を投げかける意見も多い（斉藤くるみ、佐々木倫子など）。
一方、全日本ろうあ連盟と「ろう教育の明日を考える連絡協議会」は、ろう学校での基礎的なコミュニケーション手段を手話（「日本手話」に厳密に限定せず、日本語対応手話も容認する）にすべきという主張や、手話と日本語の二言語習得を目指すべきであるという主張は明晴学園と同じながら、キュードスピーチや人工内耳、読話、口話など、明晴学園が排除している要素も認めるべきであるとの立場を採る。また全日本ろうあ連盟と「ろう教育の明日を考える連絡協議会」は、聴覚障害者には聴覚口話法は苦痛であるとか、聴覚障害者には口話は無理であるというような決めつけをすべきではないとの立場も明らかにしている。
なお、京都府立聾学校のろう者教員である脇中（京都大学にて教育学の博士号も取得）は、現在の日本の公立ろう学校の教育実践における豊富な手話活用の試みを無視してそれらを「口話法」と断定する書籍に反論するウェブ書評が何度も削除された経緯に言及しつつ、バイリンガルろう教育を全面的に賛美する近年の論調を批判する自著の出版に際して恐怖も感じていると述べている。

### アメリカのろう教育
日本のろう教育が初等教育から始まって、最後に高等教育（筑波技術短期大学、現在の筑波技術大学）が整備されたのに対し、アメリカのろう教育はギャローデット大学などの高等教育が最初に整備され、下へと降りていった。
アメリカにも日本と同様、私立と公立の二種類のろう学校が存在する。学力レベルが高いのは私立の聾中央研究所(Central Institute for the Deaf)やクラークろう学校(Clarke School for the Deaf)である。この両校は聴覚口話法を採用しているが、大学進学率は6割から7割と非常に高い。ただしこの両校は私立であり学費は高額で、入学試験を行っているので、誰もが入れるろう学校ではなく、日本で言えば筑波大附属ろう学校が近い。一方、公立ろう学校は入学試験を行っていないので、原則として誰でもが入学出来る。
結果として、公立ろう学校には重複障害や重度の聴覚障害の者が集まることになる為、必然的に学力の平均は私立の後塵を拝することとなる。また同じ理由で公立校では聴覚口話法を採用することが難しい為、トータル・コミュニケーションや手話法を採用しているとされる。
アメリカにおける手話法はアメリカ手話ASLを採用する派と、対応手話MCE, Manually Corded Englishを採用する派に分かれている。都築はこの背景に、ろう者コミュニティによる政治圧力、すなわちASLのネイティヴ・サイナーであるアメリカろう者の雇用増を目指す思惑の存在を指摘している。ASLの利用を支持しているのは主に社会学者、文化人類学者、言語学者であり、MCEの利用を支持しているのは教育学者、心理学者であるとも都築は指摘している（この構図は基本的には日本国にも当てはまるものである）。
なお、キュード・スピーチはろう教育では用いられておらず、インテグレーションを選択した聴覚障害児のみ利用している。